# Swarsen-Nunatak
Der Swarsen-Nunatak ist ein etwa 2200 m hoher, markanter und größtenteils verschneiter Nunatak im Palmerland auf der Antarktischen Halbinsel. Er ragt 8 km südwestlich des Mount Jackson auf.
Der United States Geological Survey kartierte ihn 1974. Das Advisory Committee on Antarctic Names benannte ihn 1976 nach Lieutenant Commander Ronald J. Swarsen von den Reservestreitkräften der United States Navy, Arzt auf der Byrd-Station im Jahr 1971 und auf der Amundsen-Scott-Südpolstation im Jahr 1973.